# Finnischer Fußballpokal 1957
Der Finnische Fußballpokal 1957 (finnisch Suomen Cup 1957) war die dritte Austragung des finnischen Pokalwettbewerbs. Er wurde vom finnischen Fußballverband ausgetragen. Das Finale fand am 27. Oktober 1957 im Olympiastadion Helsinki statt. 
Pokalsieger wurde im Duell der Zweitligisten IF Drott. Das Team setzte sich im Finale gegen Kuopion Pallotoverit mit 2:1 nach Verlängerung durch. Titelverteidiger Helsingin Pallo-Pojat war im Viertelfinale gegen den späteren Sieger IF Drott ausgeschieden.
Alle Begegnungen wurden in einem Spiel ausgetragen. Bei unentschiedenem Ausgang wurde das Spiel auf des Gegners Platz wiederholt. Bis zur 3. Runde hatten unterklassige Teams Heimrecht.

## Teilnehmende Teams
Für die erste Hauptrunde waren 29 Vereine der ersten und zweiten Liga direkt qualifiziert. Dazu kamen 35 Mannschaften der dritten und vierten Liga, die nach zwei Qualifikationsrunden startberechtigt waren.
| Veikkausliiga (10) | Ykkönen Ost (9) | Ykkönen West (10) |
| --- | --- | --- |
| - Haka Valkeakoski - Helsingin Palloseura - HJK Helsinki - Ilves-Kissat Tampere - Kotkan Reipas - Kotkan Työväen Palloilijat - Kronohagens IF - Kuopion PS - Turku PS - Vaasan PS | - Helsingin Pallo-Pojat - Helsingfors IFK - Kajaanin Palloilijat - BK-46 Karis - Kotkan Jäntevä - Kuopion Pallotoverit - Kymin Palloilijat - Sudet Helsinki - Tampereen Kisa-Toverit                  | - IF Drott - Gamlakarleby BK - Iirot Rauma - Jakobstads BK - Kokkolan Palloveikot - Oulun Työväen Palloilijat - RU-38 Pori - Turun Pyrkivä - Turun Toverit - Vaasa IFK |
| Maakuntasarja (26) | | |
| - IF Gnistan - Hämeenlinnan Pallokerho - Helsingin Kullervo - Helsingin Ponnistus - Hyvinkään Palloseura - Joensuun Palloseura - Kajaanin Palloseura - Karihaaran Tenho           | - Kokkolan Jymy - Kuopion Elo - Kuusankosken Puhti - Lahden Pallo-Miehet - Lappeenrannan Pallo-Toverit - Lapuan Virkiä - Oulun Palloseura - Pieksämäen Pallo-Sepot - Porin Palloilijat - Rauman Pallo | - Rovaniemi PS - Salon Vilpas - Simpeleen Urheilijat - TaPa Tampere - Tampereen Pallo-Veikot - Turun Kisa-Veikot - Turun Pallo - Warkauden Pallo -35                   |
| Aluesarja (9) | | |
| - Forssan Alku - Kotkan PS - Lielahden Kipinä | - Malmin Palloseura - Porvoon Akilles - Porin Veto | - IF Sport - Suolahden Urho - Töölön Vesa |

## 1. Runde
|                           | Ergebnis  |                             |
| ------------------------- | --------- | --------------------------- |
| Jakobstads BK             | 0:4       | Kajaanin Palloilijat        |
| Oulun Työväen Palloilijat | 5:1       | Turku PS                    |
| Forssan Alku              | 2:3       | Porin Veto                  |
| Turun Pallo               | kampflos  | Kokkolan Jymy               |
| Töölön Vesa               | 1:5       | Karihaaran Tenho            |
| Kajaanin Palloseura       | 4:1       | Helsingin Kullervo          |
| Suolahden Urho            | kampflos  | Hyvinkään Palloseura        |
| Kuopion Elo               | 4:2       | Rauman Pallo                |
| Vaasan PS                 | 0:1       | Kronohagens IF              |
| Kokkolan Palloveikot      | 1:2       | Sudet Helsinki              |
| Lapuan Virkiä             | 2:5       | Oulun Palloseura            |
| IF Drott                  | 2:1       | RU-38 Pori                  |
| Porvoon Akilles           | 2:1       | Turun Kisa-Veikot           |
| Helsingin Palloseura      | 3:1       | Ilves-Kissat Tampere        |
| Tampereen Kisa-Toverit    | 2:1       | Kotkan Reipas               |
| TaPa Tampere              | 5:5 n. V. | Vaasa IFK                   |
| Malmin Palloseura         | 3:2       | Kuusankosken Puhti          |
| IF Gnistan                | 5:3       | Gamlakarleby BK             |
| Haka Valkeakoski          | 0:1       | Kotkan Työväen Palloilijat  |
| Helsingin Ponnistus       | 5:3       | BK-46 Karis                 |
| Joensuun Palloseura       | 2:1       | Helsingfors IFK             |
| Kuopion PS                | 2:2 n. V. | Kuopion Pallotoverit        |
| Lielahden Kipinä          | 1:2       | Warkauden Pallo -35         |
| Turun Pyrkivä             | 3:5       | Kymin Palloilijat           |
| Kotkan PS                 | 0:4       | Lappeenrannan Pallo-Toverit |
| Pieksämäen Pallo-Sepot    | 2:1       | Kotkan Jäntevä              |
| Lahden Pallo-Miehet       | 6:0       | Turun Toverit               |
| Rovaniemi PS              | 1:1 n. V. | Helsingin Pallo-Pojat       |
| Salon Vilpas              | 1:1 n. V. | Hämeenlinnan Pallokerho     |
| Porin Palloilijat         | 3:0       | Simpeleen Urheilijat        |
| IF Sport                  | 4:1       | Iirot Rauma                 |
| Tampereen Pallo-Veikot    | 4:1       | HJK Helsinki                |

### Wiederholungsspiele
|                         | Ergebnis |              |
| ----------------------- | -------- | ------------ |
| Vaasa IFK               | 5:2      | TaPa Tampere |
| Kuopion Pallotoverit    | 2:1      | Kuopion PS   |
| Helsingin Pallo-Pojat   | 6:1      | Rovaniemi PS |
| Hämeenlinnan Pallokerho | 11:10    | Salon Vilpas |

## 2. Runde
|                             | Ergebnis |                           |
| --------------------------- | -------- | ------------------------- |
| Kajaanin Palloilijat        | 2:3      | Oulun Työväen Palloilijat |
| Porin Veto                  | 2:7      | Kokkolan Jymy             |
| Karihaaran Tenho            | 3:1      | Kajaanin Palloseura       |
| Suolahden Urho              | 2:7      | Kuopion Elo               |
| Kronohagens IF              | 4:3      | Sudet Helsinki            |
| Oulun Palloseura            | 1:4      | IF Drott                  |
| Porvoon Akilles             | 0:6      | Helsingin Palloseura      |
| Tampereen Kisa-Toverit      | 5:0      | Vaasa IFK                 |
| Malmin Palloseura           | 2:1      | IF Gnistan                |
| Kotkan Työväen Palloilijat  | 3:1      | Helsingin Ponnistus       |
| Joensuun Palloseura         | 0:6      | Kuopion Pallotoverit      |
| Warkauden Pallo -35         | 3:1      | Kymin Palloilijat         |
| Lappeenrannan Pallo-Toverit | 6:1      | Pieksämäen Pallo-Sepot    |
| Lahden Pallo-Miehet         | 2:3      | Helsingin Pallo-Pojat     |
| Hämeenlinnan Pallokerho     | 6:3      | Porin Palloilijat         |
| IF Sport                    | 1:4      | Tampereen Pallo-Veikot    |

## 3. Runde
|                             | Ergebnis |                            |
| --------------------------- | -------- | -------------------------- |
| Oulun Työväen Palloilijat   | 2:3      | Kokkolan Jymy              |
| Karihaaran Tenho            | 4:3      | Kuopion Elo                |
| Kronohagens IF              | 0:5      | IF Drott                   |
| Helsingin Palloseura        | 3:1      | Tampereen Kisa-Toverit     |
| Malmin Palloseura           | 0:3      | Kotkan Työväen Palloilijat |
| Kuopion Pallotoverit        | 6:1      | Warkauden Pallo -35        |
| Lappeenrannan Pallo-Toverit | 2:4      | Helsingin Pallo-Pojat      |
| Hämeenlinnan Pallokerho     | 0:2      | Tampereen Pallo-Veikot     |

## Viertelfinale
|                            | Ergebnis  |                        |
| -------------------------- | --------- | ---------------------- |
| Kokkolan Jymy              | 2:2 n. V. | Karihaaran Tenho       |
| IF Drott                   | 3:1       | Helsingin Palloseura   |
| Kotkan Työväen Palloilijat | 0:1       | Kuopion Pallotoverit   |
| Helsingin Pallo-Pojat      | 2:4       | Tampereen Pallo-Veikot |

### Wiederholungsspiel
|                  | Ergebnis |               |
| ---------------- | -------- | ------------- |
| Karihaaran Tenho | 6:3      | Kokkolan Jymy |

## Halbfinale
|                      | Ergebnis |                        |
| -------------------- | -------- | ---------------------- |
| Karihaaran Tenho     | 1:3      | Drott Jakobstad        |
| Kuopion Pallotoverit | 4:0      | Tampereen Pallo-Veikot |

## Finale
| Paarung   | IF Drott – Kuopion Pallotoverit |
| Ergebnis  | 2:1 n. V. (1:1, 0:1) |
| Datum     | 27. Oktober 1957 |
| Stadion   | Olympiastadion, Helsinki |
| Zuschauer | 3.907 |
| Tore      | 0:1 Asko Korhonen (25.) 1:1 Börje Nygård (47.) 2:1 Matti Jokinen (113., Elfmeter) |
| IF Drott  | Matti Jokinen – Kurt Österberg, Stig Backlund – Aatos Joutsimäki, Rainer Nyman, Holger Strömberg, Eero Viitanen – Stig Hagberg, Olof Sandsund, Aatos Virkama, Börje Nygård Cheftrainer: Kurt Martin |